# Камбли, Иоганн Мельхиор
Иоганн Мельхиор Камбли (нем. Johann Melchior Kambly; 9 января 1718, Цюрих — 12 апреля 1782, Потсдам) — швейцарский скульптор, рисовальщик-орнаменталист, бронзовщик и мастер-краснодеревщик «фридерицианского рококо».

## Биография
Иоганн Мельхиор Камбли происходил из старинной семьи Цюриха, был сыном мастера-часовщика Генриха Камбли (1674—1727) от второго брака с Анной (1683—1754), дочерью главы местного цеха каменщиков. Он получил ремесленное обучение в Шаффхаузене у своего дяди, лепщика-декоратора и скульптора Иоганна Якоба Шерера (1676—1746), с последующим обучением у резчика по дереву Иоганна Конрада Шпайсзеггера и ювелира Иоганна Конрада Шальха (1742—1819). После завершения ученичества Камбли, вероятно, покинул Швейцарию около 1744 года, с намерением поступить на службу к прусскому королю Фридриху II Великому.
Чтобы украсить свою загородную резиденцию в Потсдаме, прусский король нанимал строителей, художников и ремесленников, в которых не было особой необходимости в предыдущее царствование. Деятельность Камбли в Потсдаме, на строительстве дворца Сан-Суси, впервые задокументирована в мае 1745 года. Камбли принимал участие в художественном оформлении множества дворцовых зданий. В 1752 году с разрешения короля Иоганн Мельхиор Камбли основал фабрику изделий из позолоченной бронзы.
Иоганн Мельхиор Камбли женился на Элизабет Бриско в Берлине в 1744 году. Из его тринадцати детей двое сыновей пошли по стопам отца. После смерти Иоганна Мельхиора в 1783 году его сын Генрих Фридрих (1750—1801) стал владельцем мастерской своего отца. Сикст Камбли, брат Камбли-Старшего, (1706—1768) работал в качестве скульптора-декоратора и бронзовщика. Его зятьями были архитектор Кристиан Валентин Шульце (1748—1831) и скульптор Константин Филипп Георг Сартори.

## Творчество
Поступив на прусскую службу, Иоганн Мельхиор Камбли работал над оформлением интерьеров всех королевских построек: дворца Сан-Суси (1745 и 1747), перестройки дворца Шарлоттенбург в Берлине, Рейнсбергского дворца и Городской дворца в Потсдаме, устройством хозяйственных построек, садовых беседок в парке Сан-Суси. Мельхиор проектировал декор и мебель для Нового дворца (1763—1769) в Потсдаме, отдельных построек в Берлине. Он создавал декоративные детали для «Китайского чайного домика» в Сан-Суси. Многое Камбли заимствовал из французского рококо, но его индивидуальный стиль отличается тонким использованием контраста различных материалов, их цвета и фактуры.
Он также получал заказы на изготовление мебели: комодов, письменных столов, шкафов, корпусов напольных часов, пюпитров, рам для картин и зеркал. В мебельном искусстве Камбли специализировался в технике интарсии по примеру Андре-Шарля Буля, применяя красное дерево, панцирь черепахи и перламутр. Дополнял мебель скульптурными деталями из позолоченной или посеребренной бронзы производства собственной мастерской. Камбли прославился и как мастер столешниц и других деталей мебели в технике флорентийской мозаики из цветных камней (pietra dura).
Камбли творил в сотрудничестве с другими художниками, приехавшими в Пруссию, такими как братья Иоганн Михаэль и Иоганн Христиан Хоппенхаупт, Иоганн Фридрих и Генрих Вильгельм Шпиндлер. Продукция его мастерской ни в чём не уступала французской мебели. Многие его произведений погибли в годы Второй мировой войны или считаются утерянными. Ныне в Потсдаме: во дворце Сан-Суси, Новом дворце, Новых апартаментах и в Китайском домике хранится 15 предметов мебели мастерской Камбли.

## Галерея

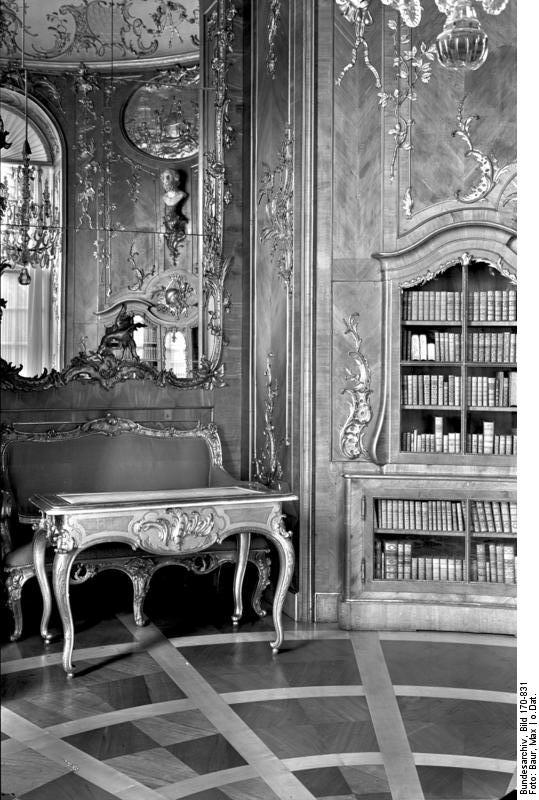
Дворец Сан-Суси в Потсдаме. Библиотека. Архивная фотография
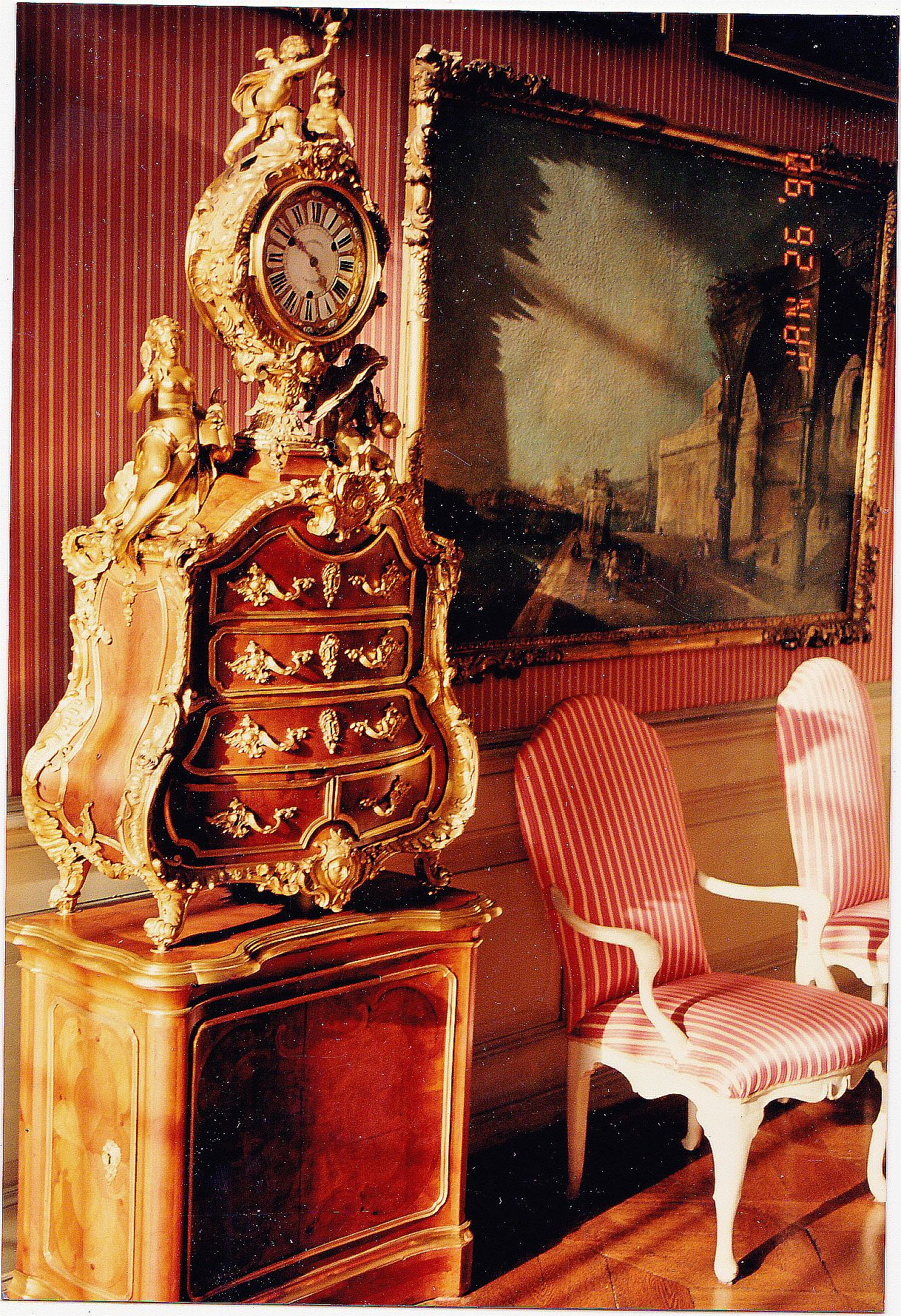
Дворец Сан-Суси в Потсдаме. Интерьер
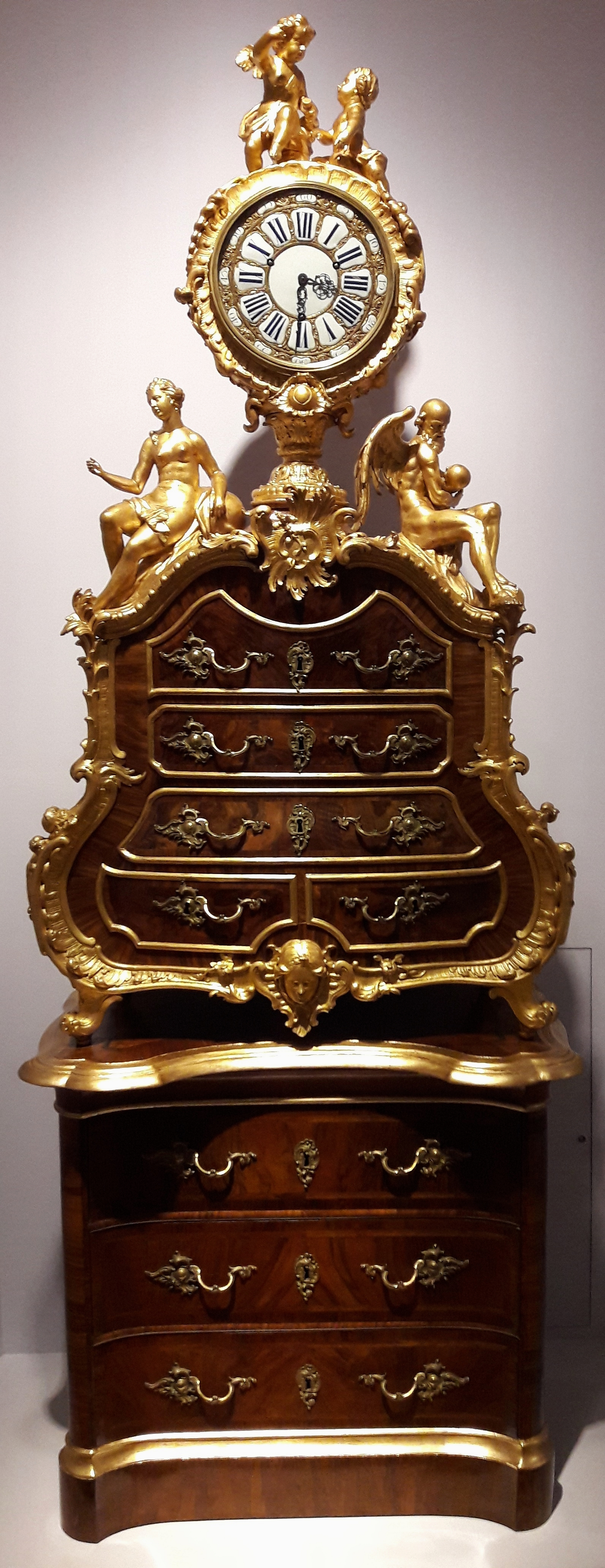
Kомод с часами для короля Фридриха II. Ок. 1752
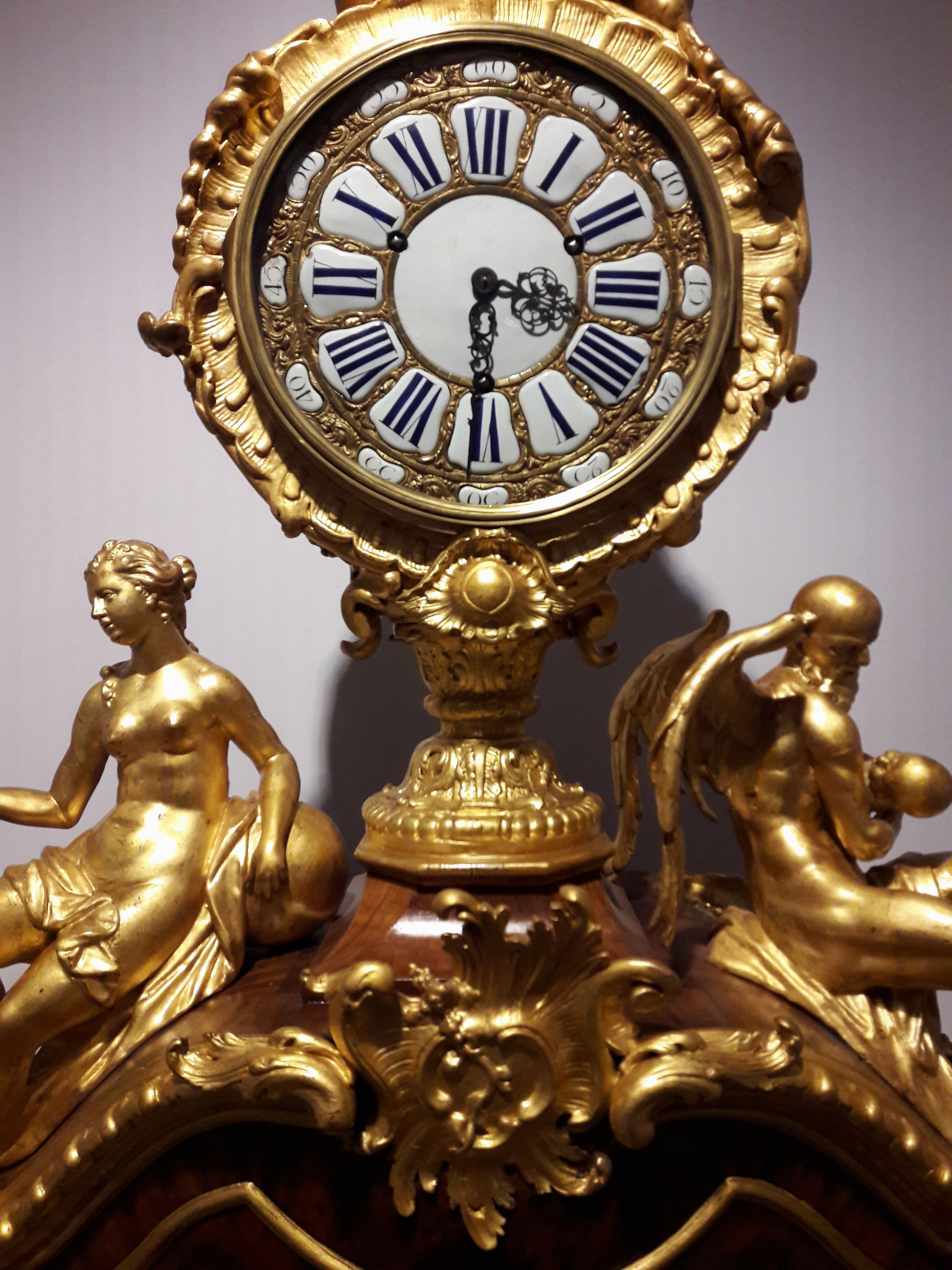
Kомод с часами. Деталь
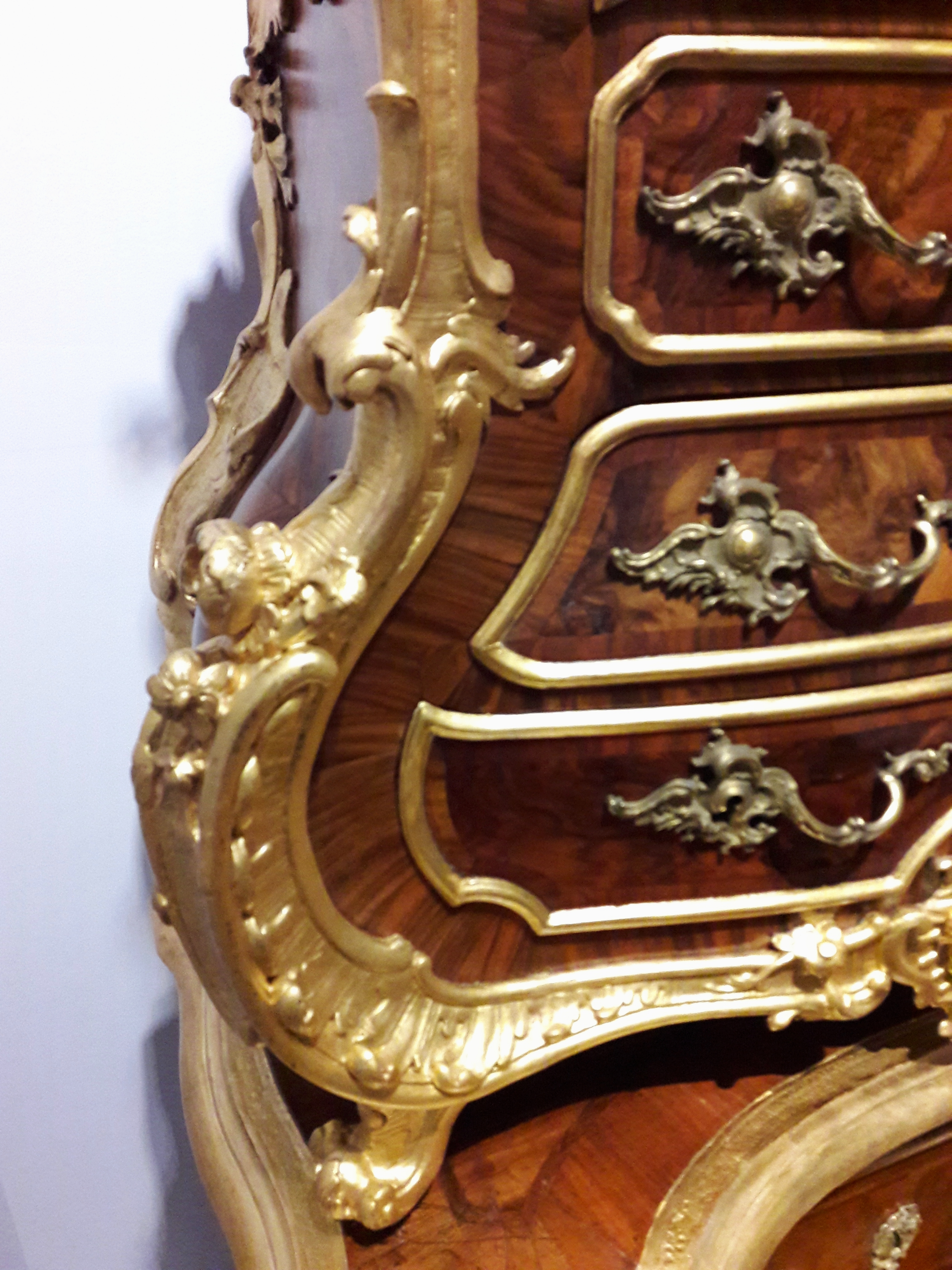
Kомод с часами. Деталь
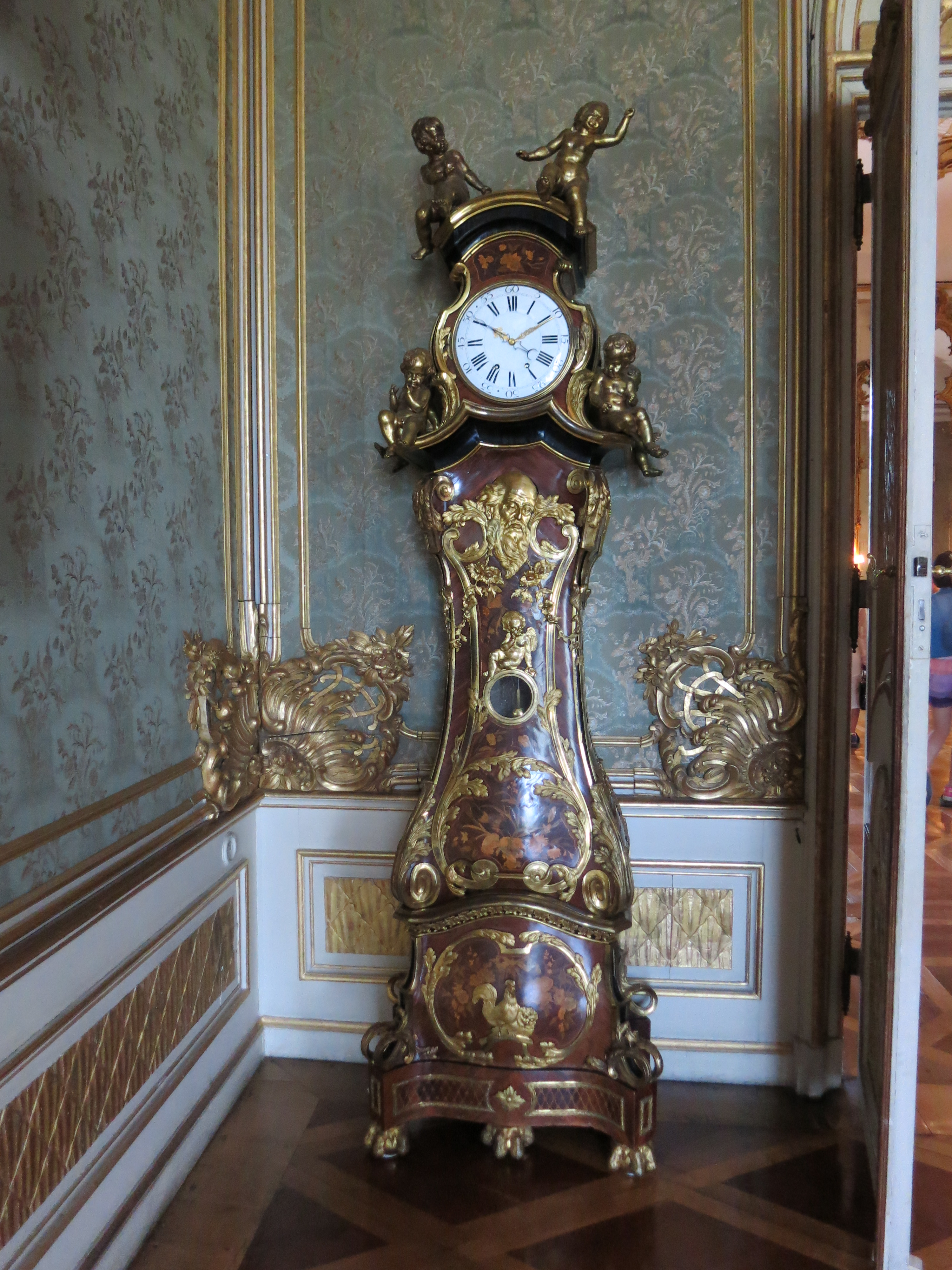
Часы. Новый дворец в Потсдаме